# Laura Marzadori
Laura Marzadori (Bologna, 9 gennaio 1989) è una violinista italiana, primo violino dell'orchestra del Teatro alla Scala di Milano.

## Biografia
Diplomatasi con lode e menzione speciale al Conservatorio "G.B. Martini" di Bologna, ha seguito i corsi di Salvatore Accardo all'Accademia Stauffer di Cremona e all'Accademia Musicale Chigiana di Siena, dove è stata premiata per due anni con il Diploma d'Onore.
Nel 2005 si è aggiudicata la 27ª edizione del Premio "Città di Vittorio Veneto".
Nel 2014, all'età di 25 anni, ha vinto il concorso internazionale di primo violino di spalla dell'orchestra del Teatro alla Scala con giudizio unanime della commissione presieduta da Daniel Barenboim.
Insieme alle sorelle Sara (violista) e Irene (violoncellista) ha dato vita al trio Sorelle Marzadori esibendosi in concerti e rassegne musicali.
Nel 2021 è stata ospite di Stefano Bollani nella 32ª puntata del programma televisivo Via dei Matti nº0.
Nel 2023 ha partecipato al Festival di Sanremo dove, durante la serata delle cover, ha suonato per Lazza e Emma Marrone il brano La fine di Nesli.

## Discografia
- J. S. Bach - Variazioni Goldberg BWV 988 (arrangiamento per trio di archi), con Elena Faccani e Massimo Polidori - Movimento Classical
- W. A. Mozart - Duetti per violino e viola K423 e K424, con Simonide Braconi - Amadeus
- Leone Sinigaglia - Concerto per violino e orchestra in La maggiore op. 20, con l'Orchestra "Città di Ferrara" - Tactus
- Ermanno Wolf Ferrari - Concerto per violino e orchestra in Re maggiore op. 26, con l'Orchestra "Città di Ferrara" - Tactus
- Giuseppe Tartini - Concerto per violino e archi in La minore, con la Nuova Orchestra da Camera "Ferruccio Busoni"
- Ottorino Respighi - Concerto per violino in La Maggiore, P. 49 (completato da S. Di Vittorio), con la Chamber Orchestra di New York - Naxos